# Underwater (Ludovico Einaudi)
Underwater è un album dell'artista Ludovico Einaudi.
Prodotto dalla Decca, è stato pubblicato il 21 gennaio 2022 nonostante sia stato composto nel 2020, e presenta una selezione di brani di solo pianoforte realizzati durante il periodo del lockdown dovuto alla pandemia di COVID-19. N
Ne è stato estratto un singolo, Luminous, pubblicato il 15 ottobre 2021.

## Descrizione
(Ludovico Einaudi)
L'album prende vita durante il lockdown del 2020 dovuto alla pandemia di Covid-19 nel quale l'artista, lontano dalla vita frenetica della città, si concentra sulla composizione di pezzi di solo pianoforte senza alcun strumento come accompagnamento alla stregua di come fatto per 12 Songs from Home. Nella calma dell'isolamento l'artista compone, come suggerisce il titolo dell'album, senza interferenze esterne o distrazioni. Tra l'altro Underwater è il primo nuovo album di solo pianoforte degli ultimi venti anni di Einaudi.
(Ludovico Einaudi)

## Tracce
Musiche di Ludovico Einaudi.
1. Luminous – 4:44
2. Rolling Like a Ball – 4:18
3. Indian Yellow – 3:15
4. Flora – 5:42
5. Natural Light – 5:36
6. Almost June – 2:54
7. Swordfish – 3:39
8. Wind Song – 3:19
9. Atoms – 3:04
10. Temple White – 4:25
11. Nobody Knows – 3:19
12. Underwater – 3:55

Durata totale: 48:10